# Don Donovan
Daniel Christopher Donovan, più conosciuto con il soprannome Don Donovan (Cork, 23 dicembre 1929 – 26 settembre 2013) è stato un calciatore irlandese, di ruolo difensore.

## Biografia
Suo figlio Terry è stato a sua volta un calciatore professionista; così come Don, anche lui ha giocato alcune partite nella nazionale irlandese.

## Caratteristiche tecniche
Era un terzino destro.

## Carriera

### Giocatore

#### Club
Nel 1949, all'età di 20 anni, va a giocare in Inghilterra all'Everton, club di prima divisione, con cui esordisce tra i professionisti: rimane alle Toffees per complessive nove stagioni, fino al termine della stagione 1956-1957, giocando sia in prima che in seconda divisione (dal 1951 al 1954 in seconda divisione, e le rimanenti sei stagioni in prima divisione) per un totale di 178 presenze e 2 reti in partite di campionato. Nell'estate del 1958 viene ceduto per 5000 sterline al Grimsby Town, club di seconda divisione, che però già nella stagione 1958-1959 retrocede in terza divisione, categoria in cui Donovan milita per le successive tre stagioni, fino alla nuova promozione in seconda divisione conquistata al termine della Third Division 1961-1962; dal 1962 al 1964 gioca poi nuovamente in seconda divisione sempre con i Mariners, che lascia dopo 238 presenze in partite di campionato al termine della stagione 1963-1964 quando, all'età di 35 anni, va a giocare ai semiprofessionisti del Boston Utd, dove rimane per il resto della carriera giocando prima nella United Counties League e poi nella West Midlands League.

### Nazionale
Tra il 1954 ed il 1957 ha giocato complessivamente 5 partite nella nazionale irlandese.

### Allenatore
Nel 1965, dopo un anno di permanenza al Boston United, diventa anche allenatore del club: mantiene l'incarico fino al termine della stagione 1968-1969, terminando contestualmente sia la carriera da giocatore che quella da allenatore.

## Palmarès

### Allenatore

#### Competizioni regionali
- United Counties League: 1

Boston United: 1965-1966
- West Midlands League: 2

Boston United: 1966-1967, 1967-1968